# Cultura di Monte Claro

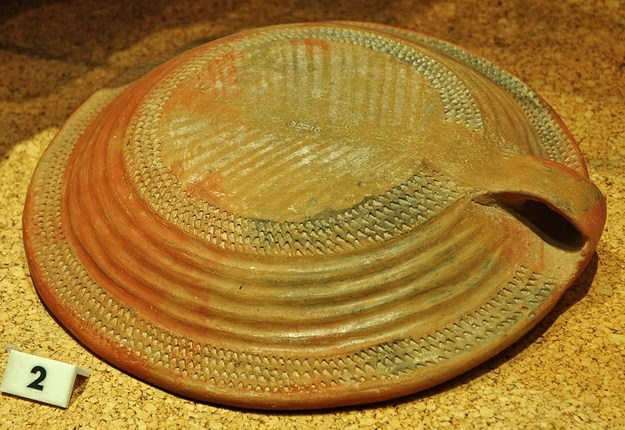
Ceramica tipica della cultura di Monte Claro, Museo archeologico nazionale di Cagliari

La cultura Monte Claro è una cultura prenuragica diffusasi in tutta la Sardegna intorno alla seconda metà del III millennio a.C. (2400-2100 a.C.), durante il Calcolitico. Prende il nome dall'omonimo colle di Cagliari dove sono stati fatti importanti ritrovamenti, chiamato appunto di Monte Claro. Sul finire del millennio venne succeduta dalla cultura del vaso campaniforme.

## Origine e suddivisioni
Non vi sono analogie con le precedenti culture isolane né con quelle parzialmente contemporanee come la cultura di Abealzu-Filigosa e pertanto viene considerata, da alcuni studiosi, come una cultura importata dall'esterno da genti immigrate.
La sua diffusione,  che nella prima fase fu forse segnata da scontri con le popolazioni locali, sembra essere avvenuta attraverso una lenta espansione, partita dal sud verso il nord dell'isola.
Viene suddivisa in quattro facies: Sassarese, Nuorese, Campidano, Oristanese. All'interno di ciascuna facies sono riconoscibili delle peculiarità che riguardano non solo la cultura materiale (ceramica, metallurgia ecc.) ma anche l'ambito religioso ed insediativo.
Caratteristiche della Sardegna meridionale sono una certa varietà di tipologie tombali, tra cui le tombe a forno, mentre nella Sardegna settentrionale vengono innalzate per la prima volta sull'Isola grandi muraglie megalitiche, una delle quali si trova nel complesso prenuragico di Monte Baranta ad Olmedo.

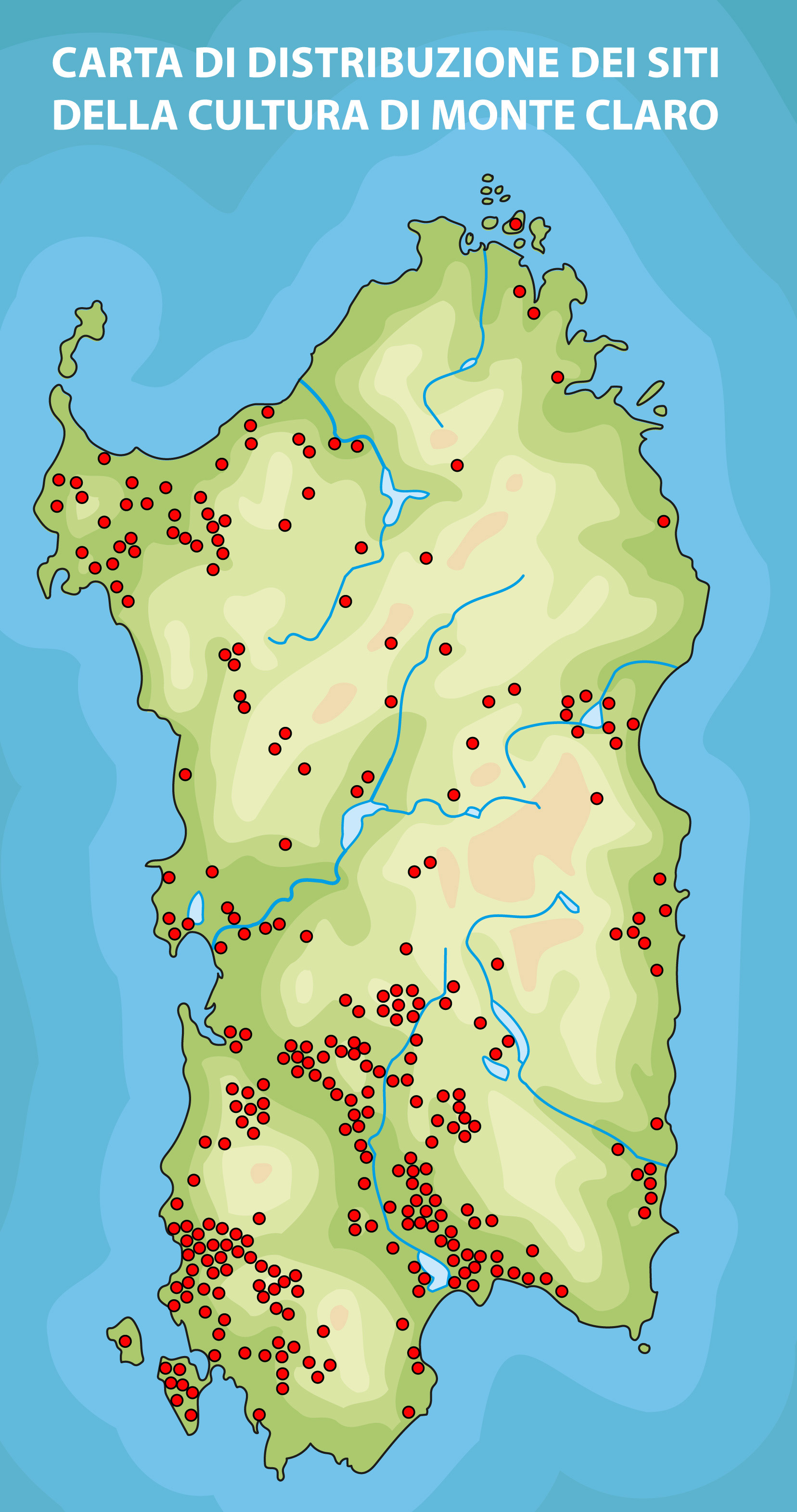
Siti di cultura Monte Claro in Sardegna

## Insediamenti
Sulla base di quanto ritrovato, gli archeologi sostengono che le popolazioni che svilupparono questa cultura si concentrarono in quei territori a chiara vocazione agricola, pastorale e mineraria in particolare nelle vicinanze dei fiumi e nelle pianure dove si stabilirono in villaggi di capanne rettangolari all'aperto, come dimostrano i ritrovamenti effettuati nella Marmilla, e dove a Corti Beccia (Sanluri), si contano 40 capanne, alcuni silos ed una stalla. 
Colpisce la difesa con muri e fortificazioni che anticipano quelle dell'Età del bronzo. I ritrovamenti di questo tipo, concentrati nella parte centro-settentrionale dell'isola, evidenziano la costruzione di villaggi fortificati con mura megalitiche: questa necessità era sicuramente dovuta alla difesa in eventuali conflitti tribali con altre popolazioni. Analoghi insediamenti fortificati si trovano nello stesso periodo anche nel Midi francese.

## Usi funerari
Le tombe sono di vario tipo. Spesso si ricorre ad un ingresso costituito da un pozzo profondo all'incirca tre metri dove all'estremità, ai lati disposta a trifoglio venivano scavati nella roccia tre loculi individuali a forma di forno chiuso con muri a secco spessi all'incirca 0,50 m (il morto veniva appoggiato sul lato sinistro in posizione fetale, accanto ad esso venivano lasciate dei vasi o scodelle, forse con del cibo e delle bevande, usanza connessa ad una credenza di un risveglio del morto all'aldilà). Questa tipo di tomba è stata rinvenuta a Cagliari in seguito a scavi per fognature in via Basilicata. 
Altre tombe sotterranee venivano delimitate e coperte con lastroni. Quest'ultimo è il metodo seguito nella tomba di Su Quaddu de Nixias (Lunamatrona), ottenendo una costruzione che si chiama olla o cista. Gli oggetti di materiale deperibile non ci sono pervenuti. Dall'esame degli scheletri, gli uomini che vissero in questo periodo avevano un'altezza media di 1,60 m circa e le donne di 1,50 m circa.

## Cultura materiale

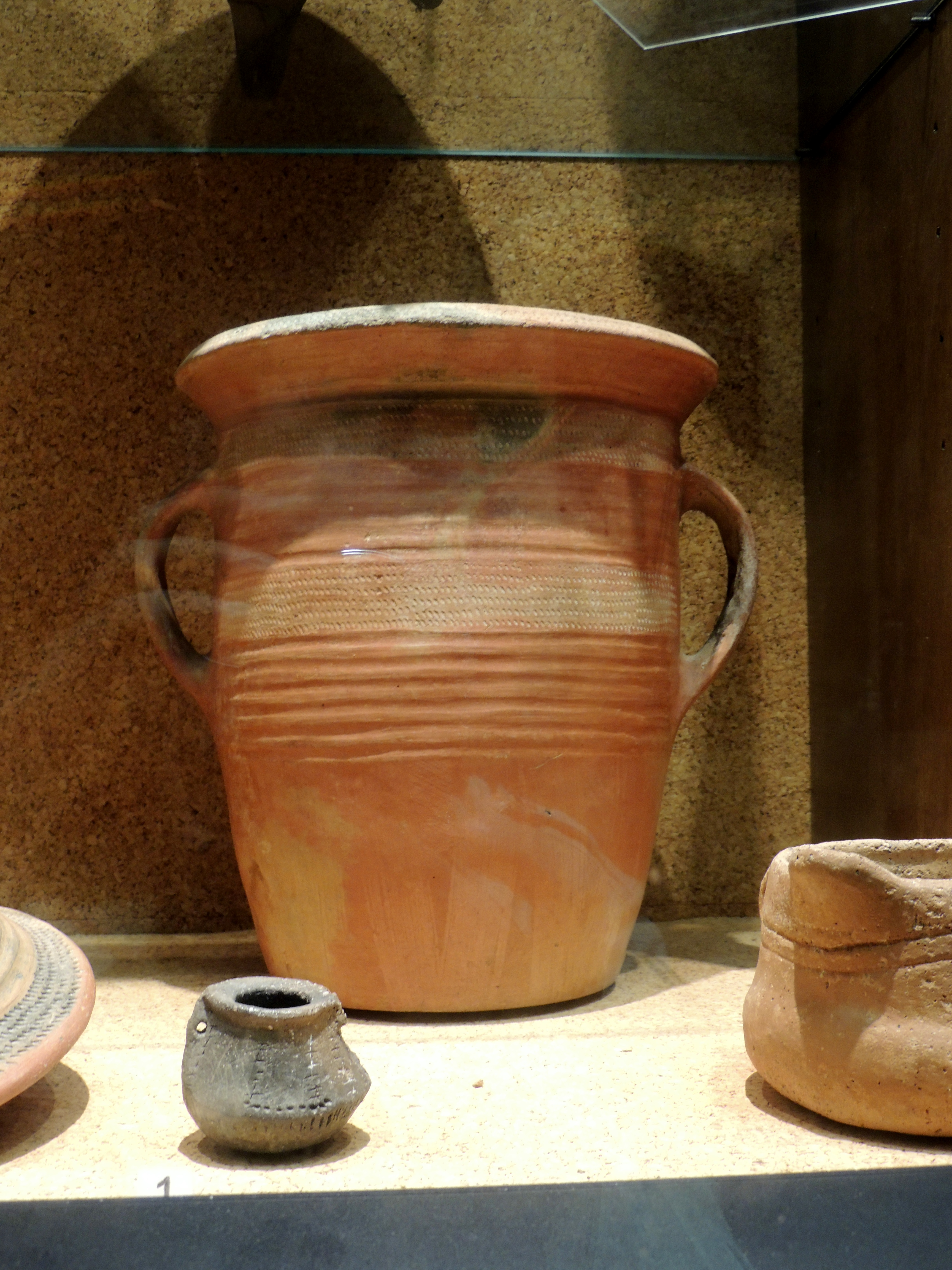
Ceramiche

La metallurgia ci ha lasciato reperti notevoli: un crogiolo manicato, pugnali con lama a foglia e punteruoli di rame, grappette di piombo per riparare i vasi di terracotta. Le ceramiche permettono di riconoscere lo status sociale dei proprietari. 
Le decorazioni sono ottenute per impressione, incisione, ritaglio e brunitura. Resti databili al 2500 a.C. indicano una notevole produzione di otri e grandi vasi di forma cilindrica, decorati in modo semplice, a testimonianza di un'importante attività agricola che necessitava sicuramente la conservazione dei prodotti. In generale il repertorio vascolare Monte Claro mostra somiglianze con quello della cultura di Fontbouisse della Francia meridionale e con quello della cultura siciliana di Piano Conte.

## Culto

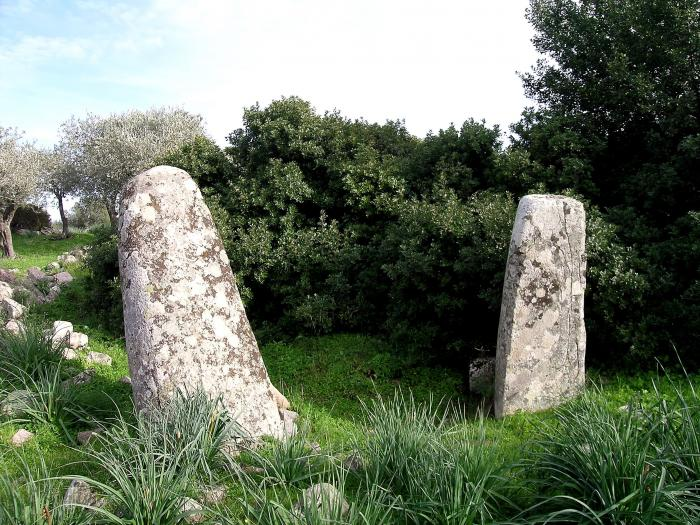
Sito di Biriai

La religione è basata su concezioni astratte, mancano le rappresentazioni antropomorfe. Fra i luoghi di culto conosciuti vi è il sito di Biriai di Oliena, composto da un circolo megalitico segnato da 12 menhir.